# Romero
Romero é um filme biográfico estadunidense de 1989 que narra a história do arcebispo salvadorenho Óscar Romero, célebre por denunciar a partir da Igreja Católica os abusos cometidos pelo exército salvadorenho à população durante a Guerra Civil de El Salvador, organizar protestos pacíficos e clamar pela cessação da repressão liderada pelo violento regime militar de El Salvador, ações que posteriormente custariam-lhe a sua própria vida. O filme é estrelado por Raúl Juliá como Oscar Romero, Richard Jordan como amigo íntimo e companheiro de martírio de Romero, Rutilio Grande, além dos atores Ana Alicia e Harold Gould. Embora o filme descreva eventos verídicos, existem alguns personagens fictícios.

## Elenco
- Raúl Juliá como Óscar Romero, Arcebispo de San Salvador.
- Richard Jordan como Rutilio Grande.
- Alejandro Bracho como Pe. Alfonzo Osuña, SJ.
- Tony Plana como Pe. Manuel Morantes, SJ.
- Lucy Reina como Lucia, uma pobre camponesa (personagem fictício).
- Ana Alicia como Arista Zelada, amiga de classe alta de Romero (personagem fictício).
- Omar Chagall como Rafael Zelada, ministro de agricultura e marido de Arista  (personagem fictício).
- Harold Gould como Francisco Galedo, pai rico de Arista. (personagem fictício).
- Eddie Velez como Lt. Ricardo Columa, um líder militar e político de direita (personagem fictício, inspirado em Roberto d'Aubuisson).
- Robert Viharo como Cel. Ernesto Dorio, candidato opositor nas eleições de 1977 (personagem fictício, inspirado em Ernesto Claramount Rozeville).
- Harold Cannon como Gen. Carlos Humberto Romero, ditador militar de El Salvador de 1977 a 1979 (nenhuma relação de parentesco com o arcebispo Romero).
- Al Ruscio como Bispo Estrada, vigário militar de El Salvador e oponente de Romero.
- Claudio Brook como bispo Flores, um bispo vacilante.
- Martin LaSalle como Bispo Arturo Rivera y Damas, bispo de Santiago de María. (tornou-se arcebispo de San Salvador após a morte de Romero.)
- Eduardo López Rojas como bispo Cordova, um aliado de Romero.
- Tony Perez como Pe. Rafael Villez, secretário da Conferência Episcopal.

## Produção
Romero é o primeiro longa-metragem da Paulist Pictures, uma empresa fundada por Padres Paulinos, uma sociedade de sacerdotes de vida apostólica pertencentes à Igreja Católica; sendo filmado em locais localizados no estado de Morelos, México. Foi a primeira vez que uma empresa católica produziu um grande filme. A empresa também era conhecida pela produção de uma série de televisão de longa data chamada Insight. O filme foi exibido em 1989 no Festival Internacional de Cinema de Toronto. Foi dirigido pelo cineasta australiano John Duigan e produzido pelo fundador da Paulist Pictures o padre Kieser Ellwood. Alfonso Cuarón, diretor de cinema mexicano, trabalhou como assistente de direção para este filme. O compositor Gabriel Yared, que ganhou o BAFTA Awards e um Oscar por suas outras partituras, compôs a música para Romero.

## Recepção
Romero foi geralmente bem recebido pelos críticos. Atualmente, o filme possui 75% de aceitação no Rotten Tomatoes, com base em oito críticas. Roger Ebert, do Chicago Sun-Times, fez uma crítica moderadamente positiva ao filme, concedendo duas estrelas e meia de quatro. Ebert elogiou o desempenho "contido e razoável" de Julia, mas considerou que o filme era previsível e, portanto, não tão potente quanto outros filmes biográficos. Spirituality and Practice deu ao filme uma crítica positiva, afirmando-o como um "excelente drama", com a maioria dos elogios dirigidos a Raul Julia em sua atuação como Romero.
O filme, entretanto, foi criticado sobre o não esclarecimento do envolvimento dos Estados Unidos em El Salvador. O Los Angeles Times declarou que "o filme não trata do papel do governo americano na situação de El Salvador, além de um pedido de Romero para que os EUA parassem de enviar armas que serão usadas apenas contra o povo de seu país". Além disso, como havia muitos aspectos históricos retratados no filme, o revisor do The New York Times, Vicent Canby, pensou que o filme "é mais importante como a breve e consideravelmente simplificada biografia de um homem heróico do que como o cinema. O estilo do filme é a de um livro didático."
Em 2004, a revista National Catholic Register e a Faith & Family classificaram "Romero" na posição no. 26 em seu "Top100 de filmes pró-católicos".